# Hisaraltı, Derik
Hisaraltı là một xã thuộc huyện Derik, tỉnh Mardin, Thổ Nhĩ Kỳ. Dân số thời điểm năm 2010 là 610 người.